# Черкуоти-Мадона дел Пјано (Фрозиноне)
Черкуоти-Мадона дел Пјано је насеље у Италији у округу Фрозиноне, региону Лацио.
Према процени из 2011. у насељу је живело 1082 становника. Насеље се налази на надморској висини од 188 м.